# Miletus aristobul
Miletus aristobul är en fjärilsart som beskrevs av Hans Fruhstorfer 1908. Miletus aristobul ingår i släktet Miletus och familjen juvelvingar. Inga underarter finns listade i Catalogue of Life.